# Кодахром
«Кодахром» (англ. Kodachrome) — американская драма 2017 года от режиссёра Марка Расо, основанная на статье Артура Грегга Сульцбергера для The New York Times. В фильме снялись Эд Харрис, Джейсон Судейкис, Элизабет Олсен, Брюс Гринвуд, Венди Крюсон и Деннис Хэйсберт. Премьера состоялась на Международном кинофестивале в Торонто 2017 года. 20 апреля 2018 года картина вышла на Netflix.

## Сюжет
Глава звукозаписывающей компании едет в Канзас, чтобы выполнить предсмертную просьбу своего отца — проявить плёнку «Кодахром». Просьба не так проста, как кажется: во всём мире осталась только одна лаборатория «Кодак», занимающаяся проявкой, и та со дня на день может закрыться.

## В ролях
| Актёр            | Роль                  |
| ---------------- | --------------------- |
| Эд Харрис        | Бенджамин Ашер Райдер |
| Джейсон Судейкис | Мэтт Райдер           |
| Элизабет Олсен   | Зои Кёрн              |
| Брюс Гринвуд     | Дин Райдер            |
| Венди Крюсон     | Сара Райдер           |
| Деннис Хэйсберт  | Ларри Холдт           |
| Гетин Энтони     | Джаспер               |
| Билл Лейк        | Дуэйн                 |
| Роб Стюарт       | Лепсельтер            |
| Аль-Мукадам      | Лео                   |
| Себастьян Пиготт | Элайджа               |

## Выход
Премьера фильма состоялась на Международном кинофестивале в Торонто в 2017 году. Вскоре после этого Netflix приобрёл права на дистрибуцию фильма. На стриминговом сервисе фильм вышел 20 апреля 2018 года.

## Критика
Фильм «Кодахром» получил смешанные отзывы от кинокритиков. На сайте Rotten Tomatoes его рейтинг «свежести» составляет 71 % на основе 49 рецензий. Консенсус веб-сайта гласит: «„Кодахром“ становится куда более насыщенным благодаря прекрасной игре Эда Харриса, которая вдыхает жизнь в солидную, но предсказуемую драму о путешествии отца и сына». Metacritic, который выставляет оценки на основе среднего арифметического взвешенного, дал фильму 57 баллов из 100 на основе 17 рецензий. На сайте IMDb картина получила оценку 6,8/10.